# ラジオ☆聡美はっけん伝!
『ラジオ☆聡美はっけん伝!』（ラジオさとみはっけんでん）は、2011年4月8日から2014年3月28日まで文化放送超!A&G+で放送されていた簡易動画付きラジオ番組。パーソナリティは佐藤聡美。番組タイトルは曲亭馬琴の著した作品『南總 里見八犬傳』で、これに佐藤の名前「聡美」を引っ掛けたもの。

## 番組概要
声優・佐藤聡美が届ける動画付き生放送の超攻撃的プログラム。あなたの知らない佐藤聡美が「はっけん」できるかも!?

### 放送時間
毎週放送
- 2011年4月8日 - 2014年3月28日

金曜日 21:00 - 22:00 （リピート放送: 日曜日 15:00 - 16:00、月曜日 9:00 - 10:00）

### パーソナリティ
佐藤聡美

### テーマソング
オープニング
THE mARTIN SHOW!! / Plus-Tech Squeeze Box （第1回 - 第52回）
Happy Friday Night / 佐藤聡美 （第53回 - 第156回）
エンディング
White Drops / Plus-Tech Squeeze Box （第1回 - 第52回）
パジャマのまま / 佐藤聡美 （第53回 - 第156回）

### 提供
マリン・エンタテインメント

## コーナー
オープニング 「佐藤さんへの無茶振り」
直前の番組『鷲崎健の2h』の最後で、パーソナリティの鷲崎が「そしてこの後は〜」とデタラメな架空の番組（主に、佐藤姓の著名人がパーソナリティをする冠番組）を告知するので、佐藤はその人物に成り代わってオープニングトークをする。構成作家の長濱貴一が大急ぎで原稿を書いており、完全アドリブではない。
第11回（2011年6月17日）に『佐藤竹善のラジオ SING LIKE TALKING』として告知されたのが始まり。
近況トーク
最近の出来事を報告したり、視聴者からのメールを紹介する。
恋愛ゲームlaboratory（ラボラトリ）
所長の佐藤が、みんなが大好きな恋愛ゲームをさまざまな角度から研究して、最終的には番組オリジナルの恋愛ゲームの開発を目指す。
このとき佐藤は眼鏡をかけ、白衣を着ている。隔週で実施。
第67回（2012年7月13日）開始。
はっけん☆どやぁ
思わずどやぁと自慢したくなるような発見を広くリスナーから募集して紹介する。
コーナーの最後には、ベストどやぁを決める。
第118回（2013年7月5日）開始。
天使の二択
佐藤が2択の質問を投げかけ、それに対する回答を募集するコーナー。二択サポーターは、ホワイトしゅがりんとブラックしゅがりん。視聴者の意見をメールまたはTwitterで募集する。コーナー用ハッシュタグは「#nitaku」。
第65回（2012年6月29日）お試し版放送。第68回（2012年7月20日）開始。
しゅがぁ写真館
番組開始当初からあったが、終了した後、企画変更して総選挙2013で復活を果たしたコーナー。
第66回までは佐藤本人が撮影した写真を紹介していたが、第118回からはリスナーから募集した写真を紹介する。
第13回（2011年7月1日）開始、第66回（2012年7月6日）終了。第118回（2013年7月5日）再開。
ハズカしゅがらせろ
番組で設けたテーマに従ってリスナーからシチュエーションを募集し、パーソナリティ・佐藤聡美を恥ずかしがらせる。恥ずかしかったかどうかは「HP」（はずかしゅがぁポイント、0HP〜3HPの4段階）で判定する。3HPを獲得すると、そのセリフがハズカしゅがぁノートに記録される。コーナー総選挙では落選したものの、急遽復活を果たしたコーナー。
エンディング
各週の佐藤聡美のマジレス、通称しゅがぁレスを決める。

### 終了したコーナー
しゅがドラ / 月イチしゅがドラ
アドリブで挑むミニドラマコーナー。シチュエーションは設定されているが、突然流れる様々な効果音に合わせてドラマを進めなければならない。
白黒つけましゅがぁ
リスナーの素朴な疑問や悩みを解決するコーナー。優しいが少しいい加減な天使の「ホワイトしゅがりん」、または辛辣だが意外に几帳面な天使の「ブラックしゅがりん」（またはゲスト回限定で「ゴールドめぐみん」「シルバーとりっつ」）が降臨して、疑問や悩みを解決する。
聡美はっけん伝!ご褒美付チャレンジ! 略してサトチャン
ご褒美を掛けて、佐藤が様々なチャレンジを行い、しゅがぁポイント（しゅがポ、成功したら1しゅがポ獲得、失敗したら1しゅがポ没収）を貯めていく。
5しゅがポでご褒美、マイナス5しゅがポで罰ゲームとなる。
第13回（2011年7月1日）開始、第63回（2012年6月15日）終了。

## コーナー総選挙
毎年6月ごろにコーナー総選挙が開催されている。
2011年
投票期間: 2011年6月3日 - 2011年6月10日
結果発表: 第11回（2011年6月17日）
当選
1位 ご褒美付きチャレンジ
2位 はずかしゅがらせろ!
3位 しゅがぁ写真館
3位 白黒つけましゅがぁ
落選
朗読コーナー
しゅがドラ
女子力アップコーナー
カワイイもの品評会
生産者のカオが分かるコーナー
2012年
投票期間: 2012年6月1日 - 2012年6月15日
結果発表: 第64回（2012年6月22日）
当選
1位 ハズカしゅがらせろ
2位 月イチ＊しゅがドラ
3位 白黒つけましゅがぁ
4位 恋愛ゲーム・ラボラトリー
5位 天使の2択
落選
金曜ロードクショー
しゅがぁーと
1番○○
宣伝しましゅがぁ
しゅがぁ写真館
サトチャン
2013年
投票期間: 2013年6月14日 - 2013年6月28日
結果発表: 第117回（2013年6月28日）
| 順位 | コーナー名                  | 獲得票数 |             |
| ---- | --------------------------- | -------- | ----------- |
| 1位  | 恋愛ゲームラボラトリー      | 62票     | 当選        |
| 2位  | はっけん☆どやぁ!            | 56票     | 当選        |
| 3位  | しゅがぁ写真館♪             | 44票     | 当選        |
| 4位  | 天使の2択                   | 37票     | 当選        |
| 5位  | 月イチ☆しゅがドラ           | 36票     | 落選        |
| 6位  | ハズカしゅがらせろ          | 34票     | 復活当選[4] |
| 6位  | 白黒つけましゅがぁ          | 34票     | 落選        |
| 8位  | しゅがぁ亭一門☆天使の大喜利 | 28票     | 落選        |
| 9位  | 月イチしゅがぁさん          | 12票     | 落選        |

## ゲスト
- 第2回（2011年4月15日） 宮崎羽衣（オープニングのみ）
- 第5回（2011年5月6日） 高本めぐみ
- 第15回（2011年7月15日） 戸塚利絵
- 第20回（2011年8月19日） 三上枝織
- 第23回（2011年9月9日） 戸塚利絵
- 第37回（2011年12月16日） 椎名へきる
- 第39回（2011年12月30日） あゆみちゃん
- 第57回（2012年5月4日） 矢作紗友里
- 第60回（2012年5月25日） 丹下桜
- 第84回（2012年11月9日） 西明日香
- 第91回（2012年12月28日） 阿久津加菜（コーナーゲスト）
- 第95回（2013年1月25日） 真田アサミ
- 第110回（2013年5月10日） 棚橋麻衣
- 第124回（2013年8月16日） 阿久津加菜

## 聡美はっけん伝! 外伝
「ラジオ☆聡美はっけん伝!」の外伝的コンテンツ、「聡美はっけん伝! 外伝」が、文化放送の公式オンデマンドサービスAG-ONにて配信されている。本放送終了後の翌週の水曜日（本放送日から5日後）配信。

## 関連商品
2011年7月29日から、番組microSD+DVD『モバコン☆聡美はっけん伝』が発売されている。
DVDには放送のダイジェストが収録され、 microSDにはそれに加え、各回直後に収録された「聡美はっけん伝 外伝」各4回などが収録されている。
リスナー要望に応え、10月号よりDVDにもmicroSDと同じ内容のものが収録されるようになった。
1. 2011年7月29日 - モバコン☆聡美はっけん伝 創刊号
2. 2011年8月26日 - モバコン☆聡美はっけん伝 8月号
3. 2011年9月30日 - モバコン☆聡美はっけん伝 9月号
4. 2011年10月28日 - モバコン☆聡美はっけん伝 10月号
5. 2011年11月25日 - モバコン☆聡美はっけん伝 11月号
6. 2011年12月23日 - モバコン☆聡美はっけん伝 12月号
7. 2012年3月23日 - モバコン☆聡美はっけん伝 春号
8. 2012年9月14日 - ラジオ☆聡美はっけん伝 DVD 2012夏号
9. 2013年2月22日 - ラジオ☆聡美はっけん伝 DVD 2013冬号
10. 2013年9月25日 - ラジオ☆聡美はっけん伝 DVD 2013夏号

### 番組CD
| 発売日       | タイトル                             | 規格品番  | 最高位 |
| ------------ | ------------------------------------ | --------- | ------ |
| 2012年6月6日 | ラジオ☆聡美はっけん伝! テーマCD 2012 | MESC-0072 | 88位   |

## イベント・ゲーム化
- 2011年10月16日、「モバコン☆聡美はっけん伝 シークレットイベント」が開催された[6]。
- 2013年2月24日、浜松町の文化放送メディアプラスホールにて「ラジオ☆聡美はっけん伝! 100回記念イベント」が開催された。
- 第123回（2013年8月9日）で、恋愛ゲームラボラトリのオリジナルゲーム「LOVE FARM ☆ LOVE MAGIC 〜畑でつかまえて〜」が、Amebaの恋愛ゲーム「LovePlan 〜オトナの恋愛ストーリー〜」とのコラボレーションによりついに開発されたことがTwitter上で発表され[7]、2013年8月16日 - 2013年9月30日までスマートフォンのAmebaサイト内で限定配信されていた。
- 第156回（2014年3月28日）文化放送メディアプラスホールで「ラジオ☆聡美はっけん伝!最終回SP公開生放送」が開催された[8]。